# IC 2944
IC 2944 (nepřesně nazývána jako mlhovina Lambda Centauri a známá také jako Running Chicken Nebula nebo Caldwell 100) je HII oblast (emisní mlhovina) v jižní části Mléčné dráhy, viditelná v souhvězdí Kentaura. Její vzdálenost je přibližně 5 900 světelných let a leží tedy v rameni Střelce, nejbližším spirálním rameni Mléčné dráhy, které se nachází blíže galaktickému jádru než naše rameno Orionu.
Nejvýraznější vlastností této mlhoviny jsou tmavá oblaka nazývaná Bokovy globule. Z důvodu jejich nestability se usuzuje, že v nich neprobíhá tvorba hvězd, zatímco jejich vznik se připisuje rozkládajícímu účinku záření přítomných hmotných hvězd, kterým bylo postupem času roztrháno staré molekulární mračno.
Mlhovina se nachází v oblasti, která je nejsložitější známou oblastí uvnitř spirálních ramen galaxie Mléčné dráhy: v okruhu pouhých 500 parseků se nachází několik nejvýznamnějších hvězdných a mlhovinných objektů jižní oblohy, mezi kterými vystupuje mlhovina Carina, mohutné hvězdokupy Trumpler 14 a Trumpler 16, dále pak jasná hvězdokupa NGC 4755, která nese název Klenotnice a nachází se v souhvězdí Jižního kříže, a také jasné OB asociace.

## Pozorování

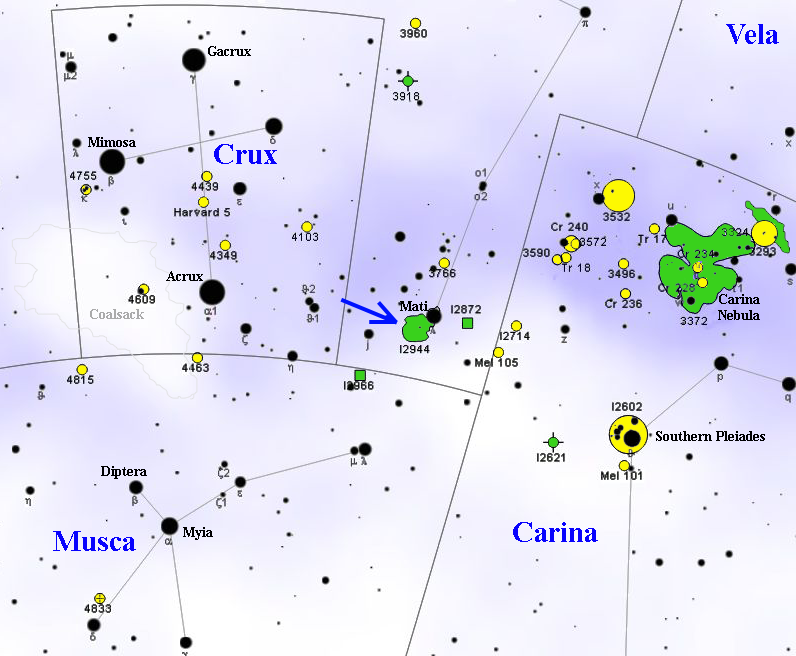
Poloha IC 2944 v souhvězdí Kentaura

Na obloze se nachází v jihozápadním výběžku souhvězdí, západně od souhvězdí Jižního kříže, v bezprostřední blízkosti hvězdy s magnitudou 3,1 Lambda Centauri (λ Cen), která představuje zadní nohu Kentaura. Je to emisní mlhovina značných rozměrů, která obsahuje mladou otevřenou hvězdokupu viditelnou pouhým okem. Triedrem je vidět hlavně tato hvězdokupa, kterou tvoří hvězdy 7. magnitudy a slabší, mezi nimi je i proměnná hvězda LW Centauri. Amatérský astronomický dalekohled ukáže hlavní prvek této velké mlhoviny, tedy několik Bokových globulí. Ty vypadají jako malé tmavé skvrny, které vystupují v popředí jasné mlhoviny, a jsou to velmi hustá mračna, ve kterých vznikají hvězdy. Globule v této mlhovině se někdy nazývají Thackerayovy globule na počest anglického astronoma Andrewa Davida Thackeraye, který je v této mlhovině objevil v roce 1950.
Mlhovina leží v nejjasnější části Mléčné dráhy na jižní obloze, v malé úhlové vzdálenosti od dalších jasných objektů, jako je mlhovina Carina a jasná hvězdokupa Jižní Plejády (IC 2602). Deklinace mlhoviny IC 2944 je výrazně jižní, takže je pozorovatelná pouze v části severního subtropického pásu a severně od něj již není pozorovatelná, protože zůstává stále pod obzorem. Na jižní polokouli je cirkumpolární v téměř celém mírném podnebném pásu, zatímco v oblasti rovníku nikdy nevystupuje vysoko nad obzor. Nejvhodnější období pro její pozorování na večerní obloze je od února do července.
Kvůli precesi zemské osy
se jižní nebeský pól pomalu posunuje směrem k této části Mléčné dráhy; za několik tisíc let se bude tato mlhovina nacházet pouze několik málo stupňů od něj a bude pozorovatelná téměř výhradně z oblasti jižní polokoule.

## Vlastnosti a tvorba hvězd

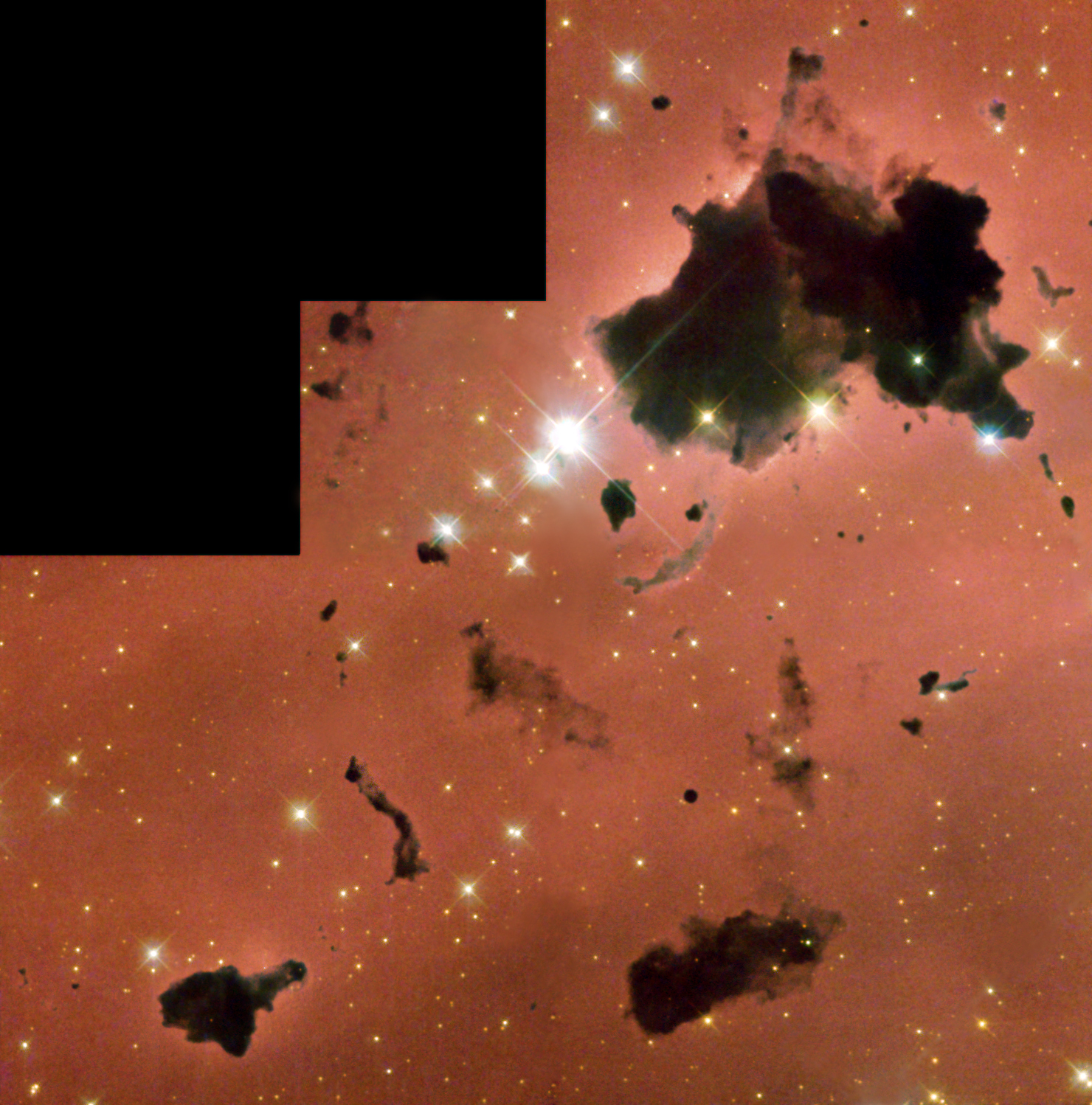
Husté Bokovy (Thackerayovy) globule, ve kterých probíhá tvorba nových hvězd.

I když bývá mlhovina nazývána podle hvězdy λ Centauri, nejsou spolu fyzicky spojené. λ Centauri je modrý obr a nachází se v OB asociaci Štír-Kentaur ve vzdálenosti přibližně 126 parseků (410 světelných let), zatímco mlhovina leží ve vzdálenosti kolem 2 000 pc (6 500 světelných let) v sousedním spirálním rameni Galaxie. V užším smyslu se mlhovina skládá ze dvou objektů, zapsaných v katalogu jako IC 2944 a IC 2948; první označení se vztahuje k oblouku mlhoviny umístěnému západně od hlavní části, ke které se vztahuje označení IC 2948. Přesto však hvězdné mapy i literatura běžně označují názvem IC 2944 celou soustavu mlhovin.
Soubor mlhovin, do kterého patří IC 2944, se na obloze rozprostírá na ploše přibližně jednoho stupně a zahrnuje i sousední mlhoviny Gum 39 a Gum 41, které se nachází ve stejné vzdálenosti, a velké molekulární mračno [GCB88] 20, které se nachází o něco západněji a má hmotnost kolem 710 000 {\displaystyle M_{\odot }}; s ní je spojená také mlhovina NGC 3576, i když ji některé studie kladou do větší vzdálenosti kolem 3 300 pc. Tato rozlehlá hvězdotvorná oblast, kterou dohromady tvoří, se také označuje jako GMC 294.8-1.8.
Mlhovina hostí několik nedávno vzniklých horkých a hmotných hvězd, z nichž některé jsou zodpovědné za ionizaci jejího plynu; vyčnívají mezi nimi hvězdy HD 101545 (modrý veleobr spektrální třídy O9,5Iab), HD 101190 (modrý obr třídy O6III nebo O6V) a hvězdy hlavní posloupnosti HD 101436 a HD 101223 (obě třídy O).
Celá hvězdotvorná oblast má v katalogu vydaném v roce 2002 Vetou Avedisovou přiřazené číslo 2396.
Oblast zahrnuje několik desítek mladých hvězd viditelných jako zdroje infračerveného záření, výtrysky plynů a také 7 maserů, z nichž většina vykazuje emise metanolu, který se nachází ve velmi hustých HII oblastech.
Mezi 17 infračervenými zdroji záření, které určila družice IRAS, vystupuje objekt IRAS 11332-6258, který se nachází v blízkosti oblouku mlhoviny západně od mračna; tento zdroj obsahuje mladou protohvězdu třídy I a je jedním z nejdůležitějších příznaků přítomnosti hvězdotvorné činnosti uvnitř IC 2944.
S tímto zdrojem je spojený také jeden z metanolových maserů nacházejících se v této oblasti.
Nejvýraznějšími objekty této oblasti jsou proslulé Bokovy globule, což jsou husté nesvítivé chomáče plynu a prachu, které se výrazně rýsují na jasném pozadí ionizovaného vodíku na severozápadním okraji mlhoviny. Globule jsou seskupené v oblasti o průměru přibližně 4 parseků a byly objeveny v roce 1950.
Původ těchto globulí je pravděpodobně spojen s přítomností starého velmi hustého molekulárního mračna, které bylo postupem času roztrháno ultrafialovým zářením nejvíce jasných a horkých hvězd v této oblasti, podobně jako kometární globule v Gumově mlhovině. Bokovy globule v současnosti podléhají silným pohybovým silám, které je postupně tvarují a rozkládají. Předpokládá se, že jejich život je velmi krátký.
Největší globule, která je vidět na fotografii vpravo nahoře a označuje se jako Thackeray 1, je ve skutečnosti složená ze dvou globulí, které se z našeho pohledu překrývají. Jejich radiální rychlost se navzájem liší a hmotnost těchto dvou objektů je kolem 11 a 4 {\displaystyle M_{\odot }}. Další podobné globule můžeme pozorovat v jiných jasných mlhovinách, jako jsou mlhovina Rozeta a Orlí mlhovina.

## Hvězdy

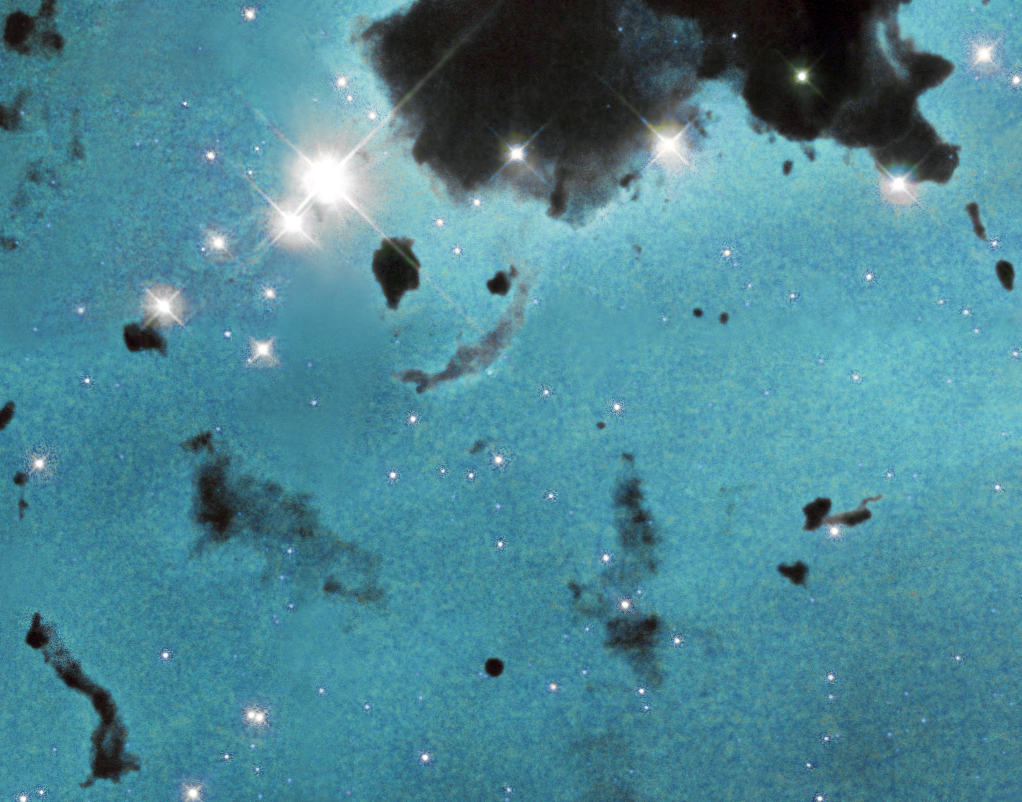
Střed asociace Crux OB1 uvnitř mlhoviny IC 2944.

Nejhmotnější hvězdy této oblasti patří do jasné OB asociace s označením Crux OB1. Označení této asociace je poněkud zvláštní v tom významu, že spadá do hranic souhvězdí Kentaura a nikoli do blízkého souhvězdí Jižního kříže. Proto bývá občas označována jako Centaurus OB2.
Asociace obsahuje třicítku hmotných hvězd, patnáct z nich patří do třídy O a jsou převážně z hlavní posloupnosti a desítka z nich patří do třídy B, převážně jsou to obři a veleobři. Patří sem i několik hvězd různých tříd, jako jeden žlutý veleobr třídy G0Ia, jedna bílá hvězda třídy A2Ia a několik červených veleobrů třídy M.
Průměrná vzdálenost členů asociace je přibližně 2 500 parseků (8 150 světelných let). Nejhmotnější hvězdou asociace je HD 101205, která dosahuje magnitudy 6,5 a je tedy těsně pod hranicí viditelnosti pouhým okem, i když se nachází v tak velké vzdálenosti. Jde o zákrytovou proměnnou dvojhvězdu s periodou 2,08 dne a jako proměnná hvězda dostala také označení V871 Centauri.
Další hmotnou hvězdou je spektroskopická dvojhvězda HD 101131, která dosahuje magnitudy 8,5. Mnoho dalších členů asociace jsou zákrytové proměnné dvojhvězdy, mezi kterými vyniká BH Centauri, jejíž složky mohou být v doteku.
Azimutální složka zbytkové rychlosti velké části hvězd asociace ukazuje, že se pohybují proti směru pohybu galaktického disku, což je typická vlastnost mnoha dalších hvězdných asociací patřících do ramena Střelce, jako například Serpens OB1, Sagittarius OB1 a Centaurus OB1; toto je důležitým důkazem směřujícím k potvrzení, že spirální ramena obecně, a toto rameno zvláště, vznikají jako důsledek působení spirálotvorných hustotních vln.
V oblasti mlhoviny známe poměrně málo hvězd s malou hmotností, protože se obtížně hledají, což je způsobeno jednak velkou vzdáleností mlhoviny a také její polohou. Nachází se totiž necelý jeden stupeň od roviny galaktického disku, kam se z našeho pohledu promítá mnoho hvězd s různou vzdáleností. V mlhovině také bylo nalezeno sedm hvězd vysílajících záření H-alfa, z nichž nejjasnější má označení ESO Hα 302 a zdá se být hvězdou typu Herbig Ae/Be ukrytou v neprůhledné vrstvě mračen. Tato hvězda se nachází v severozápadní části mlhoviny.

## Okolí mlhoviny

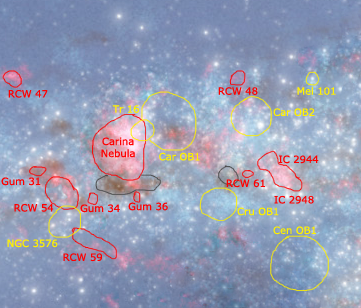
Mapa ramena Střelce ve směru IC 2944. Slunce zde není zobrazeno; nacházelo by se více vpravo a mírně nahoru.

Mlhovina se nachází ve zvlášť bohaté a složité oblasti galaxie. Spolu se sousedními objekty se nachází v rameni Střelce, které při pohledu ze Země prochází trasou Mléčné dráhy od souhvězdí Orla do souhvězdí Lodního kýlu, přičemž přechází před centrem Galaxie. Toto rameno je ve směru Střelce a Lodního kýlu snadno pozorovatelné díky téměř úplné nepřítomnosti tmavého prachu ve směru našeho pohledu. Průzkum této oblasti v osmdesátých letech 20. století umožnil potvrzení existence samostatného ramene Střelec – Lodní kýl (rameno Střelce).
Tato oblast Galaxie obsahuje 4 velké OB asociace. Nejzápadnější je Carina OB1, která je známá svým fyzickým spojením s velkou mlhovinou Carina. Tato rozsáhlá HII oblast se ukazuje jako velmi vyvinutá a v její střední části již ustala tvorba hvězd, díky které vznikly jasné hvězdokupy jako Trumpler 16,
jejichž přítomnost další tvorbu brzdí pomocí záření a hvězdného větru. Tvorba nových hvězd ovšem pokračuje v okrajových oblastech, zejména v jihovýchodní a severní části, kde pozorujeme různé Herbigovy–Harovy objekty.
Tato soustava mlhovin, která zahrnuje také otevřenou hvězdokupu NGC 3324, se nachází ve vzdálenosti kolem 400 až 500 parseků od IC 2944.
Další velmi složitou oblastí je ta, která obsahuje asociaci Carina OB2 a je vzdálená průměrně 200 pc od IC 2944. Tato asociace se nachází v nejvýchodnější části Lodního kýlu a obsahuje dvacítku velmi hmotných hvězd, mezi nimi obry a veleobry třídy B a také červeného veleobra. Nejjasnější složkou je žlutý veleobr HD 96918, jehož magnituda je 3,93 a je dobře viditelný i pouhým okem. Další žlutý veleobr HD 97534 má magnitudu 4,60 a nachází se uvnitř hvězdokupy NGC 3572. Patří sem snad i Wolfova–Rayetova hvězda WR 40, která je spojená s prstencovou mlhovinou RCW 58.
Třetí asociace Crux OB1 je popsaná výše, takže zbývá představit čtvrtou a zároveň nejvýchodnější asociaci, která má označení Centaurus OB1. Je to rozsáhlá soustava vzdálená 400 až 500 pc od IC 2944 a skládá se z asi třiceti hmotných hvězd, zejména třídy B. Její nejjasnější složky se skrývají ve slavné otevřené hvězdokupě NGC 4755, takzvané Klenotnici, viditelné mírně na jihovýchod od hvězdy Mimosa. Tato asociace, částečně zastíněná mlhovinou Uhelný pytel, se nachází nedaleko od dalších malých otevřených hvězdokup a několika malých oblastí ionizovaného plynu, jako například RCW 71. Tyto čtyři asociace jsou prostorově umístěné do tvaru kříže, kdy Carina OB1 a Centaurus OB1 jsou podle pořadí umístěné na vnějším a vnitřním okraji ramena Střelce a zbývající dvě směřují téměř ve směru samotného ramene.

### Obecné kapitoly
- Robert Burnham, Jr. Burnham's Celestial Handbook: Volume Two. New York: Dover Publications, Inc., 1978. (anglicky)
- Thomas T. Arny. Explorations: An Introduction to Astronomy. upravené 3. vyd. Boston: McGraw-Hill, 2007. Dostupné online. ISBN 0-07-321369-1. (anglicky)
- AA.VV. L'Universo - Grande enciclopedia dell'astronomia. Novara: De Agostini, 2002. (italsky)
- GRIBBIN, J. Enciclopedia di astronomia e cosmologia. Milano: Garzanti, 2005. Dostupné online. ISBN 88-11-50517-8. (italsky)
- OWEN, W., et al. Atlante illustrato dell'Universo. Milano: Il Viaggiatore, 2006. ISBN 88-365-3679-4. (italsky)

### Podrobné kapitoly

#### O vývoji hvězd
- LADA, C. J., N. D. Kylafits. The Origin of Stars and Planetary Systems. [s.l.]: Kluwer Academic Publishers, 1999. ISBN 0-7923-5909-7. (anglicky)
- DE BLASI, A. Le stelle: nascita, evoluzione e morte. Bologna: CLUEB, 2002. ISBN 88-491-1832-5. (italsky)
- ABBONDI, C. Universo in evoluzione dalla nascita alla morte delle stelle. [s.l.]: Sandit, 2007. ISBN 88-89150-32-7. (italsky)

#### O mlhovině IC2944
- Reipurth, B. Young Stars and Molecular Clouds in the IC 2944/2948 Complex. S. 213. Handbook of Star Forming Regions, Volume II: The Southern Sky ASP Monograph Publications [online]. Prosinec 2008 [cit. 2016-06-03]. Roč. 5, s. 213. Dostupné online. ISBN 978-1-58381-670-7. (anglicky)

### Mapy hvězdné oblohy
- Toshimi Taki. Taki's 8.5 Magnitude Star Atlas [online]. 2005 [cit. 2016-06-03]. Dostupné v archivu pořízeném dne 2018-11-05. (anglicky) - Atlas hvězdné oblohy volně stažitelný ve formátu PDF.
- TIRION, RAPPAPORT, LOVI. Uranometria 2000.0 - Volume II - The Southern Hemisphere to +6°. Richmond, Virginia, USA: Willmann-Bell, inc., 1987. ISBN 0-943396-15-8.
- TIRION, SINNOTT. Sky Atlas 2000.0. 2. vyd. Cambridge, USA: Cambridge University Press, 1998. ISBN 0-933346-90-5.
- TIRION. The Cambridge Star Atlas 2000.0. 3. vyd. Cambridge, USA: Cambridge University Press, 2001. Dostupné online. ISBN 0-521-80084-6.